# Cosmianthemum angustifolium
Cosmianthemum angustifolium är en akantusväxtart som beskrevs av Cornelis Eliza Bertus Bremekamp. Cosmianthemum angustifolium ingår i släktet Cosmianthemum och familjen akantusväxter. Inga underarter finns listade i Catalogue of Life.